# ویتور هوگو مانیکو دی جسوس
ویتور هوگو مانیکو دی جسوس (به پرتغالی: Vítor Hugo Manique de Jesus) مهاجم اهل برزیل است که در شهر پورتو الگره و در تاریخ ۳ نوامبر ۱۹۸۱ به دنیا آمده‌است.
ویتور هوگو مانیکو دی جسوس در تیم‌های فوتبال Novo Hamburgo سابقهٔ حضور دارد.